# Theodoxus
Theodoxus is een geslacht van weekdieren uit de klasse van de Gastropoda (slakken).

## Soorten
- Theodoxus abnormis (Jenkins, 1864) †
- Theodoxus acuticarinatus (Fuchs, 1870) †
- Theodoxus almelae (Revilla, 1958) †
- Theodoxus amblygonioides Wenz, 1930 †
- Theodoxus amethystinus (Brusina, 1874) †
- Theodoxus anconae (Capellini, 1880) †
- Theodoxus angularis Gozhik, 2002 †
- Theodoxus anonymus Anistratenko & Gozhik, 1995 †
- Theodoxus astrachanicus Starobogatov in Starobogatov, Filchakov, Antonova & Pirogov, 1994
- Theodoxus atticus Kühn, 1963 †
- Theodoxus banaticus Jekelius, 1944 †
- Theodoxus barakovici (Brusina, 1902) †
- Theodoxus becenensis (Cobălcescu, 1883) †
- Theodoxus bessarabicus (Sinzov, 1896) †
- Theodoxus bohotinensis (Simionescu & Barbu, 1940) †
- Theodoxus bolivari (Royo Gómez, 1922) †
- Theodoxus boteani (Porumbaru, 1881) †
- Theodoxus brenneri (Handmann, 1882) †
- Theodoxus brusinai (Pavlović, 1931) †
- Theodoxus bukowskii (Oppenheim, 1919) †
- Theodoxus capellinii (Pantanelli, 1876) †
- Theodoxus capillaceus (Brusina, 1874) †
- Theodoxus carasiensis Jekelius, 1944 †
- Theodoxus colchicus (Andrusov, 1912) †
- Theodoxus constantiae Stefanescu, 1896 †
- Theodoxus coronatus (Leach, 1815)
- Theodoxus crenulatus (Klein, 1853) †
- Theodoxus crescens (Fuchs, 1870) †
- Theodoxus culceri (Porumbaru, 1881) †
- Theodoxus cunici (Brusina, 1892) †
- Theodoxus cyrtocelis (Krauss, 1852) †
- Theodoxus danasteri (Lindholm, 1908)
- Theodoxus danubialis (Pfeiffer, 1828)
- Theodoxus denisluensis (Oppenheim, 1919) †
- Theodoxus deperditus (Almera, 1894) †
- Theodoxus doderleini (d'Ancona, 1869) †
- Theodoxus doricus (Neumayr, 1880) †
- Theodoxus dumortieri (Fontannes, 1878) †
- Theodoxus elongatus (Thomä, 1845) †
- Theodoxus eugenii Jekelius, 1944 †
- Theodoxus euxinus (Clessin, 1886)
- Theodoxus fasciatus Gozhik in Gozhik & Datsenko, 2007 †
- Theodoxus fluviatilis (Linnaeus, 1758)
- Theodoxus gloeri Odabaşi & Arslan, 2015
- Theodoxus gnezdai (Brusina, 1884) †
- Theodoxus grateloupianus (Férussac, 1823) †
- Theodoxus gregarius (Thomä, 1845) †
- Theodoxus groyanus (Férussac, 1823) †
- Theodoxus hellenicus (Bukowski, 1896) †
- Theodoxus hisingeri (Bellardi & Michelotti, 1841) †
- Theodoxus hoernesanus (Semper, 1867) †
- Theodoxus imbricatus (Brusina, 1878) †
- Theodoxus ingulenzis Gozhik in Gozhik & Datsenko, 2007 †
- Theodoxus intracarpaticus Jekelius, 1944 †
- Theodoxus jekeliusi Jurišić-Polšak, 1979 †
- Theodoxus kalodictya (Andrusov, 1909) †
- Theodoxus koslinskyi (Porumbaru, 1881) †
- Theodoxus lamellatus (Brusina, 1892) †
- Theodoxus leobersdorfensis (Handmann, 1887) †
- Theodoxus licherdopoli (Stefanescu, 1896) †
- Theodoxus lineatus (Sinzov, 1896) †
- Theodoxus lituratus Eichwald, 1838
- Theodoxus lorkovici (Brusina, 1878) †
- Theodoxus luteofasciatus (Miller, 1879)
- Theodoxus macedonicus Wenz, 1943 †
- Theodoxus maculosus Gozhik in Gozhik & Datsenko, 2007 †
- Theodoxus mayeri (Semper, 1867) †
- Theodoxus micans (Gaudry & Fischer in Gaudry, 1867) †
- Theodoxus milachevitchi Golikov & Starobogatov, 1966
- Theodoxus milessii Papp, 1979 †
- Theodoxus militaris (Neumayr, 1869) †
- Theodoxus miljkovici (Brusina, 1902) †
- Theodoxus millepunctatus (Brusina, 1902) †
- Theodoxus moeschi Locard, 1893 †
- Theodoxus moosbrunnensis Papp, 1953 †
- Theodoxus morellii (Bellardi & Michelotti, 1841) †
- Theodoxus morulus Kühn, 1963 †
- Theodoxus mutinensis (d'Ancona, 1869) †
- Theodoxus neumayri (Burgerstein, 1877) †
- Theodoxus nitens Gozhik, 2002 †
- Theodoxus nivosus (Brusina, 1874) †
- Theodoxus novorossicus (Sinzov, 1896) †
- Theodoxus obtusangulaeformis Gozhik, 2002 †
- Theodoxus oxytropida (Andrusov, 1909) †
- Theodoxus pallasi Lindholm, 1924
- Theodoxus pallidus Dunker, 1861
- Theodoxus pappi Sauerzopf, 1952 †
- Theodoxus paradisii (Magrograssi, 1928) †
- Theodoxus pavlovici Milošević, 1983 †
- Theodoxus percarinatus (Oppenheim, 1919) †
- Theodoxus petasatus (Seninski, 1905) †
- Theodoxus philippianus Locard, 1883 †
- Theodoxus pilari (Brusina, 1884) †
- Theodoxus pilidei (Tournouër, 1879) †
- Theodoxus platystoma (Brusina, 1874) †
- Theodoxus politioanei Jekelius, 1944 †
- Theodoxus politus Jekelius, 1944 †
- Theodoxus postcrenulatus Papp, 1953 †
- Theodoxus prevostianus (Pfeiffer, 1828)
- Theodoxus prozlatarici Jekelius, 1944 †
- Theodoxus pseudodacicus Neubauer, Harzhauser, Georgopoulou, Mandic & Kroh, 2014 †
- Theodoxus pseudodanubialis (Sinzov, 1896) †
- Theodoxus pseudofluviatilis Locard, 1893 †
- Theodoxus pseudograteloupanus (Sinzov, 1884) †
- Theodoxus punctatolineatus (Sinzov, 1896) †
- Theodoxus quadrifasciatus (Bielz, 1864) †
- Theodoxus radmanesti (Fuchs, 1870) †
- Theodoxus radovanovici (Brusina, 1893) †
- Theodoxus reiseri (Brusina, 1902) †
- Theodoxus reticulatus Pană, 1990 †
- Theodoxus rhodiensis (Tournouër in Fischer, 1877) †
- Theodoxus rugosus (Pavlović, 1931) †
- Theodoxus sarmaticus (Lindholm, 1901)
- Theodoxus scamandrius (Calvert & Neumayr, 1880) †
- Theodoxus schachmaticus (Andrusov, 1909) †
- Theodoxus schultzi (Grimm, 1877)
- Theodoxus scoliogramma (Brusina, 1884) †
- Theodoxus scriptus (Stefanescu, 1896) †
- Theodoxus semidentatus (Sandberger, 1875) †
- Theodoxus semiplicatus (Neumayr in Herbich & Neumayr, 1875) †
- Theodoxus serrulatus (Brusina, 1892) †
- Theodoxus simplex (Fuchs, 1877) †
- Theodoxus sinjanus (Brusina, 1876) †
- Theodoxus slavonicus (Brusina, 1878) †
- Theodoxus soceni Jekelius, 1944 †
- Theodoxus sophievkaensis Gozhik in Gozhik & Datsenko, 2007 †
- Theodoxus sphaeroidalis (Revilla, 1958) †
- Theodoxus spratti (Jenkins, 1864) †
- Theodoxus stanae (Brusina, 1893) †
- Theodoxus stefanescui (Fontannes, 1887) †
- Theodoxus stefanescuiformis Gozhik in Gozhik & Datsenko, 2007 †
- Theodoxus stoicai Neubauer, Harzhauser, Georgopoulou, Mandic & Kroh, 2014 †
- Theodoxus subdoricus Schütt, 1976 †
- Theodoxus subglobosus (Eichwald, 1853) †
- Theodoxus subquadrofasciatus Gozhik, 2002 †
- Theodoxus subslavonicus Gozhik, 2002 †
- Theodoxus subthermalis Bourguignat in Issel, 1865
- Theodoxus sundicus (Andrusov, 1909) †
- Theodoxus suskalovici (Pavlović, 1903) †
- Theodoxus sycophantus (Brusina, 1878) †
- Theodoxus timisensis Jekelius, 1944 †
- Theodoxus tortuosus Jekelius, 1944 †
- Theodoxus transversalis (Pfeiffer, 1828)
- Theodoxus trifasciatus (Grateloup, 1839) †
- Theodoxus trilophosensis Rust, 1997 †
- Theodoxus tropidophorus (Brusina, 1884) †
- Theodoxus turbinatus (Fuchs, 1870) †
- Theodoxus turislavicus Jekelius, 1944 †
- Theodoxus unguiculatus (Seninski, 1905) †
- Theodoxus varius (Menke, 1828) †
- Theodoxus veljetinensis (Pavlović, 1903) †
- Theodoxus velox V. Anistratenko in O. Anistratenko, Starobogatov & V. Anistratenko, 1999
- Theodoxus venustus (Brusina, 1897) †
- Theodoxus xanthozona (Brusina, 1884) †
- Theodoxus zagradovkaensis Gozhik, 2002 †
- Theodoxus zivkovici (Pavlović, 1903) †
- Theodoxus zlatarici (Brusina, 1902) †
- Theodoxus zografi (Brusina, 1902) †